# Das Wetter – Magazin für Text und Musik
Das Wetter – Magazin für Text und Musik ist ein unabhängiges Kulturmagazin, das im Oktober 2013 in Berlin gegründet wurde. Es erscheint seitdem bis heute vierteljährlich und ist bundesweit erhältlich. Herausgeber und Chefredakteur ist Sascha Ehlert; Literaturredakteurin und Lektorin ist Katharina Holzmann.

## Magazin
Die Schwerpunkte des Magazins sind die Popkultur, die Literatur und das Theater der Gegenwart. Grundsätzlich finden im Magazin all jene Kunstformen einen Platz, die sich auf die eine oder andere Weise mit Text und Musik auseinandersetzen. Vorbild ist die von Eckhart Nickel und Christian Kracht gegründete Zeitschrift Der Freund. Felix Stephan schrieb 2017 in der Literarischen Welt, Das Wetter sei „ein längst stilbildendes Organ für ästhetische Zeitgenossenschaft“.

## Auszeichnung
- 2014: HANS – Der Hamburger Musikpreis als Hamburger Medienformat des Jahres

## Buch
- Sascha Ehlert, Katharina Holzmann: Das Wetter – Buch für Text und Musik. Kiepenheuer & Witsch, 2023, ISBN 978-3-462-00509-7.